# Вела (Долж)
Вела (рум. Vela) насеље је у Румунији у округу Долж у општини Вела. Oпштина се налази на надморској висини од 191 m.

## Становништво
Према подацима из 2002. године у насељу је живело 2242 становника, од којих су сви румунске националности.

### Хронологија
| Година       | 1992 | 1993 | 1994 | 1995 | 1996 | 1997 | 1998 | 1999 | 2000 | 2001 | 2002 | 2003 | 2004 | 2005 | 2006 | 2007 | 2008 | 2009 | 2010 | 2011 | 2012 | 2013 | 2014 | 2015 | 2016 | 2017 |
| ------------ | ---- | ---- | ---- | ---- | ---- | ---- | ---- | ---- | ---- | ---- | ---- | ---- | ---- | ---- | ---- | ---- | ---- | ---- | ---- | ---- | ---- | ---- | ---- | ---- | ---- | ---- |
| Становништво | 2620 | 2578 | 2510 | 2464 | 2426 | 2376 | 2376 | 2325 | 2270 | 2249 | 2210 | 2160 | 2132 | 2124 | 2120 | 2115 | 2091 | 2061 | 2013 | 1964 | 1976 | 1925 | 1916 | 1871 | 1862 | 1835 |